# Бодуэн, Поль (художник)
Поль Бодуэн (фр. Paul Baudoüin; 24 октября 1844, Руан — 24 декабря 1931, rue Vavin, VI округ Парижа) — французский художник-академист и педагог.

## Биография
Родился в 1844 году в Руане. В 1874 году (в возрасте 30 лет) поступил в Высшую школу изящных искусств Парижа, где учился в мастерской Пюви де Шаванна. В 1888 году, по совету Жюля Антуана Кастаньяри (1830—1888), ректора Школы, Бодуэн начал обучаться технике фрески. В 1889 году должен был совместно с Пюви де Шаванном совершить поездку в Италию за счёт средств, выделенных школой, но из-за болезни Бодуэна эта поездка была отменена. Несмотря на это, Бодуэн смог хорошо овладеть полузабытой в Европе того времени техникой темперы.
На Всемирной выставке 1889 года в Париже Бодуэн представил два панно и получил за них золотую медаль. В 1891 году стал кавалером ордена Почётного легиона.
На протяжении многих лет преподавал технику фресковой живописи в Высшей школе изящных искусств, которую ранее сам окончил. В 1919 году получил звание профессора и возглавил мастерскую фресковой живописи. Занимал эту должность десять лет (1919—1929), и даже в дальнейшем, оставив её в силу возраста, продолжил заниматься преподаванием. Имел многочисленных учеников, работавших в области декоративной живописи на протяжении всего XX века.
Кроме фресок Бодуэном были написаны многочисленные станковые картины. Многие подготовительные эскизы к фрескам, выполненные Бодуэном, ныне хранятся в собрании Городского музея изящных искусств Парижа в Малом дворце (Пти-пале), для которого художник также выполнил одну из настенных росписей.
Скончался в 1939 году в Париже.
В Руане его именем названа улица.

## Галерея

### Эскизы к циклу росписей «Сцены крестьянской жизни»
Росписи предназначались для ратуши пригорода Парижа Сен-Мор-де-Фоссе. Эскизы росписей, представленные ниже, хранятся в собрании Малого дворца.

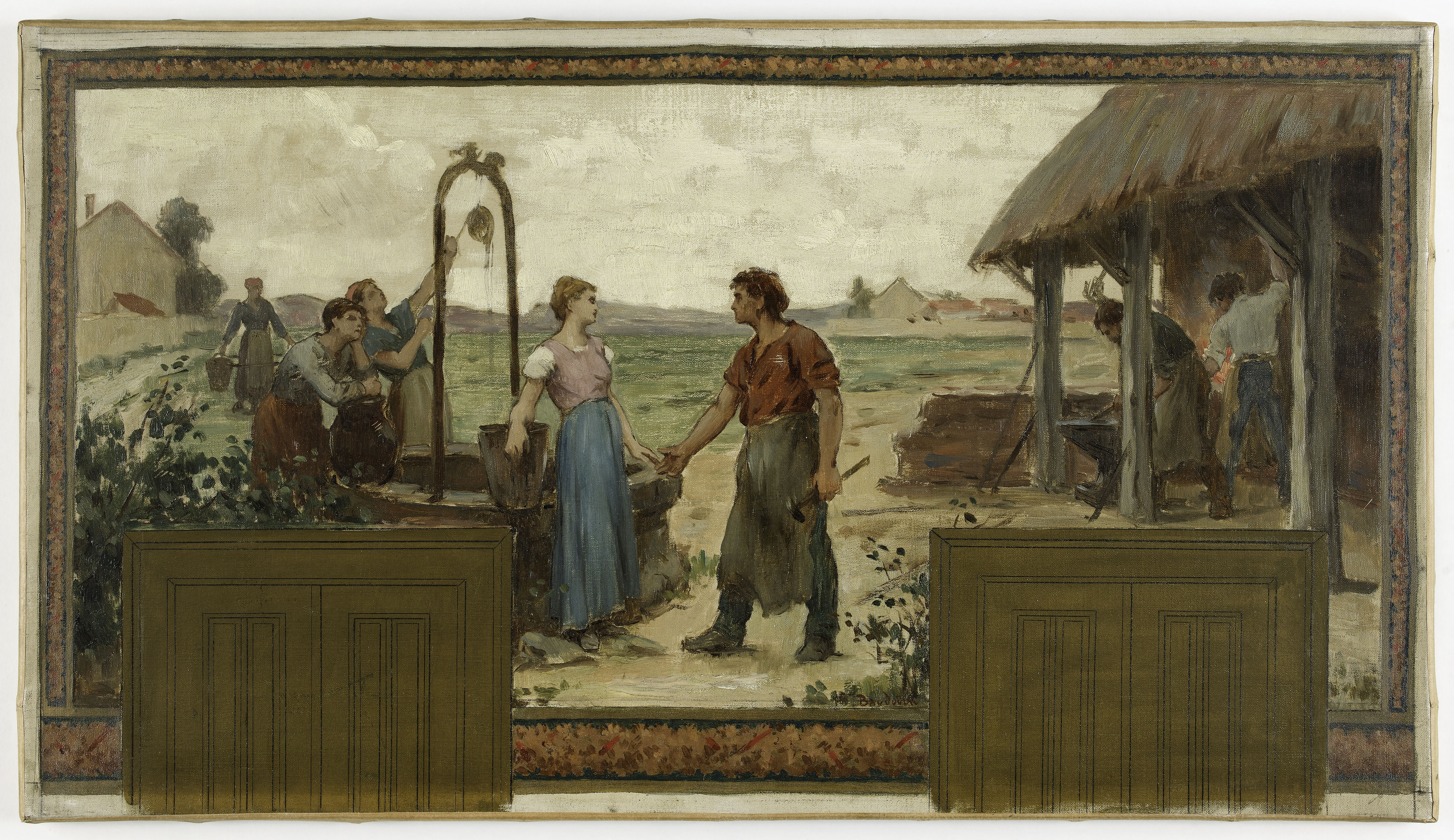
«Помолвка» (Кузнец и крестьянка).
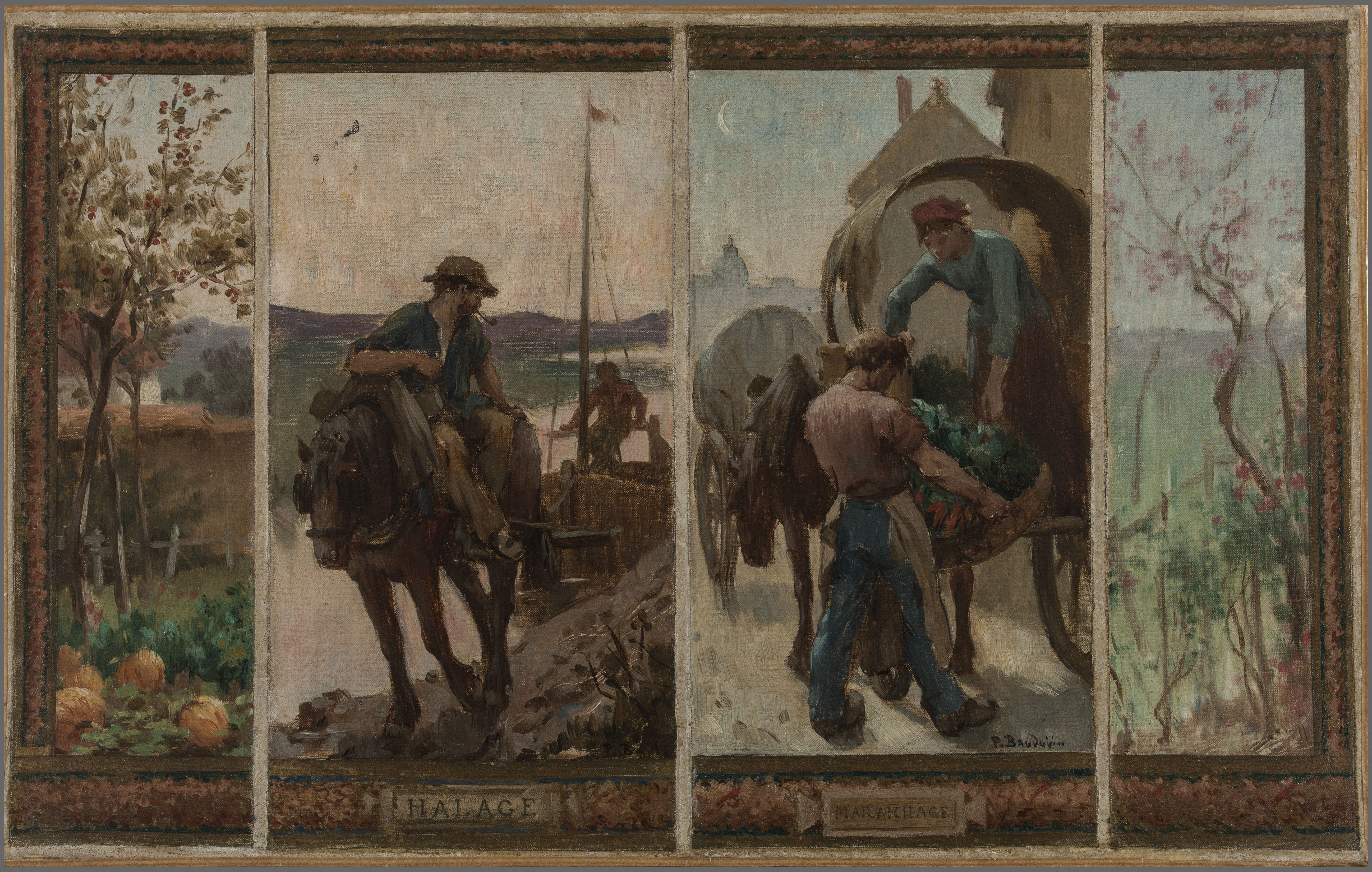
Бурлак верхом на лошади. Торговцы овощами.
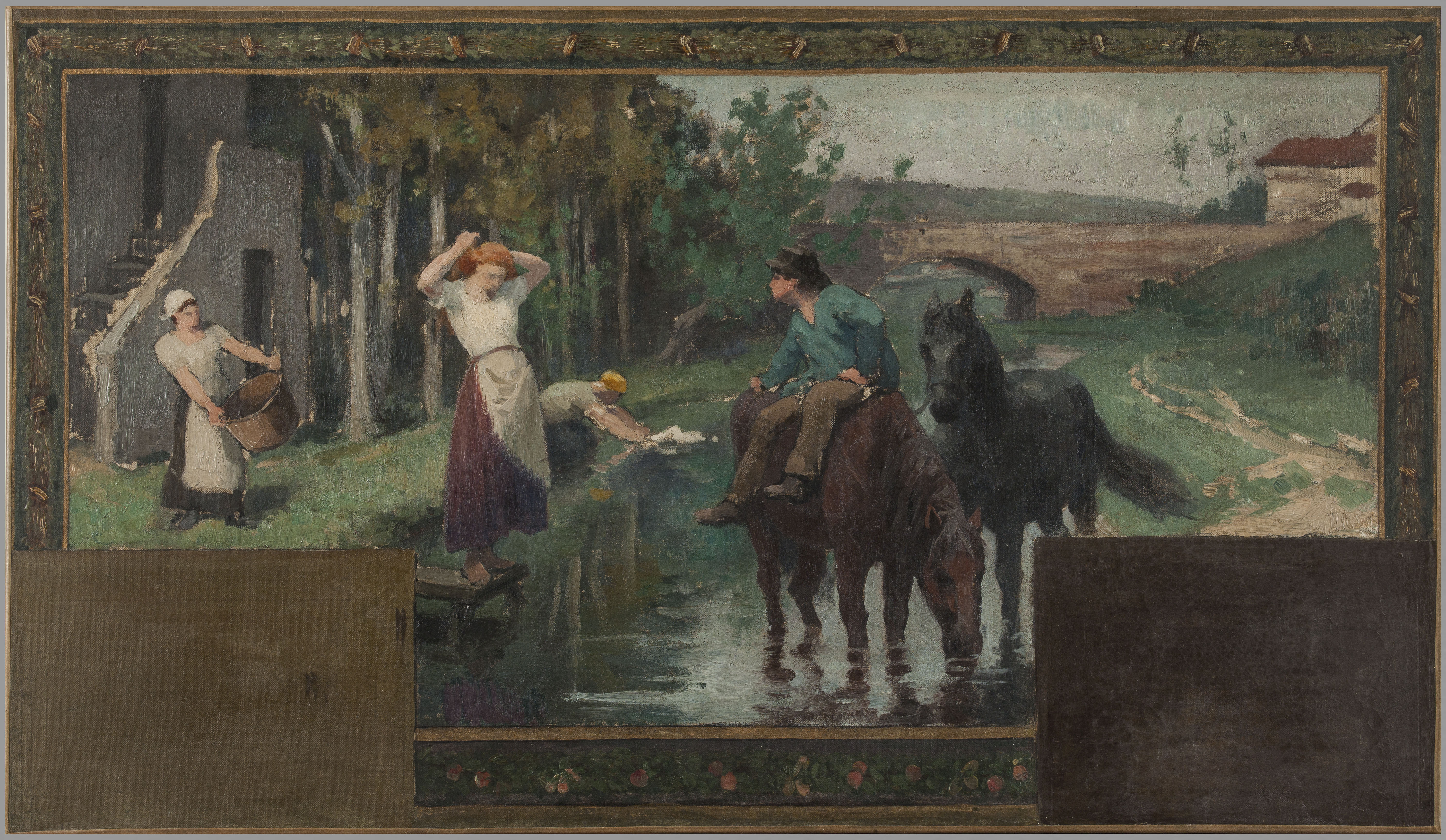
Прачки.

### Эскизы к циклу росписей «Сцены времёносады Парижа в 1870 году»
Росписи предназначались для одного из помещений Парижской ратуши. Эскизы к ним, представленные ниже, хранятся в собрании Малого дворца.

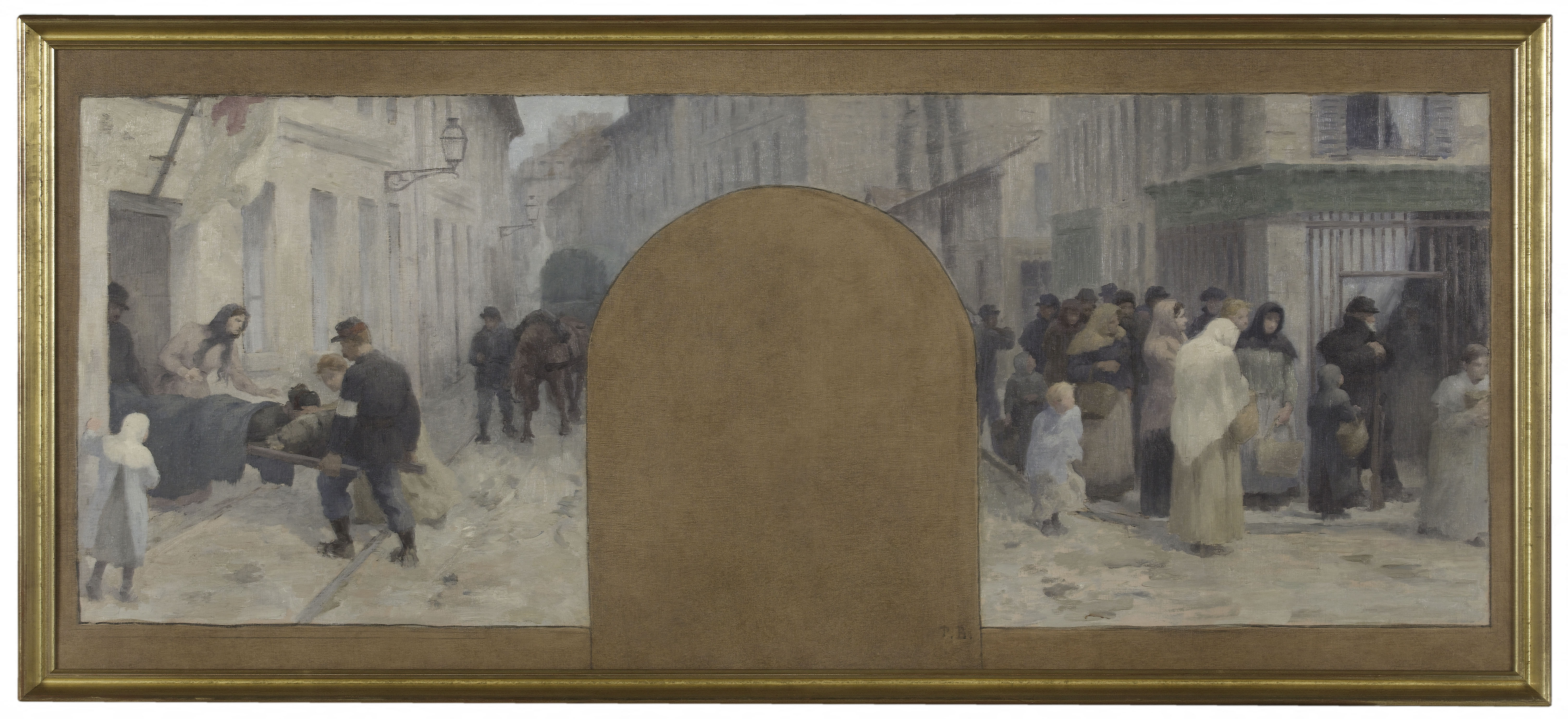
Транспортировка раненого. Очередь перед магазином
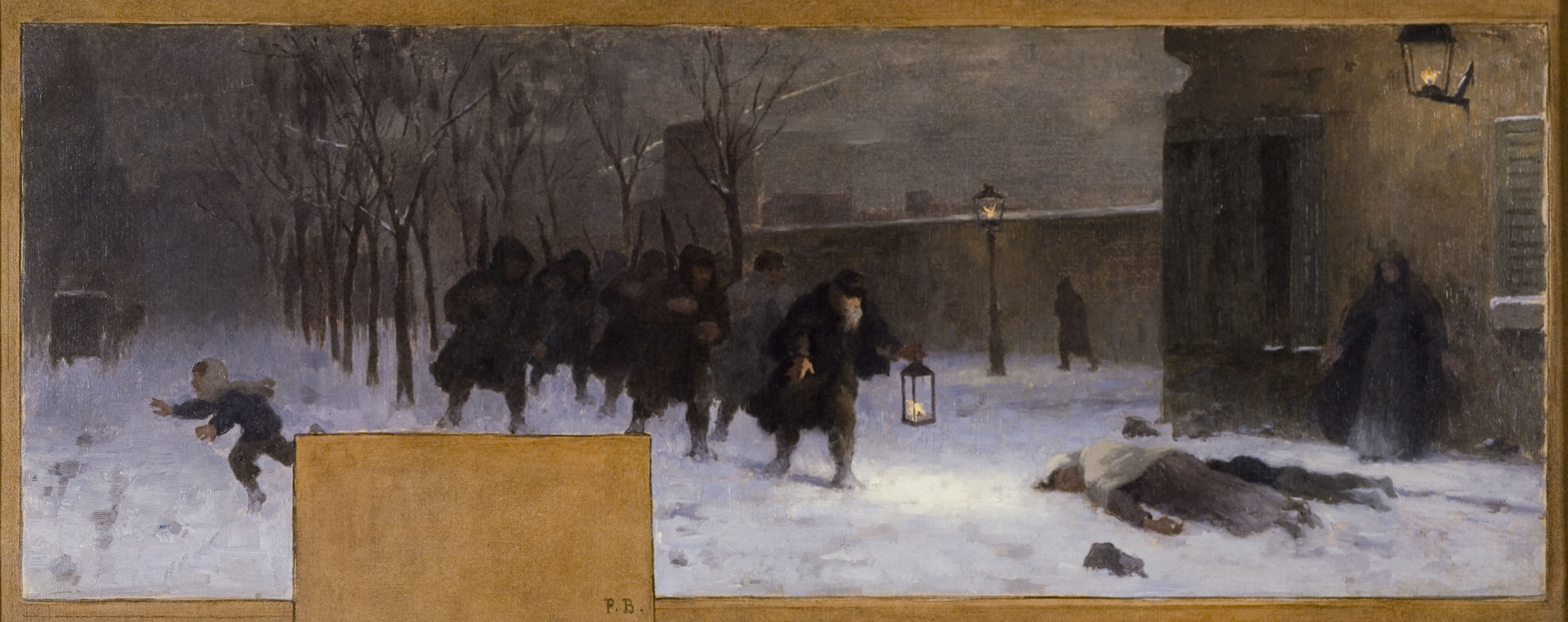
Поиски раненых.

### Картины из серии «История письменности»

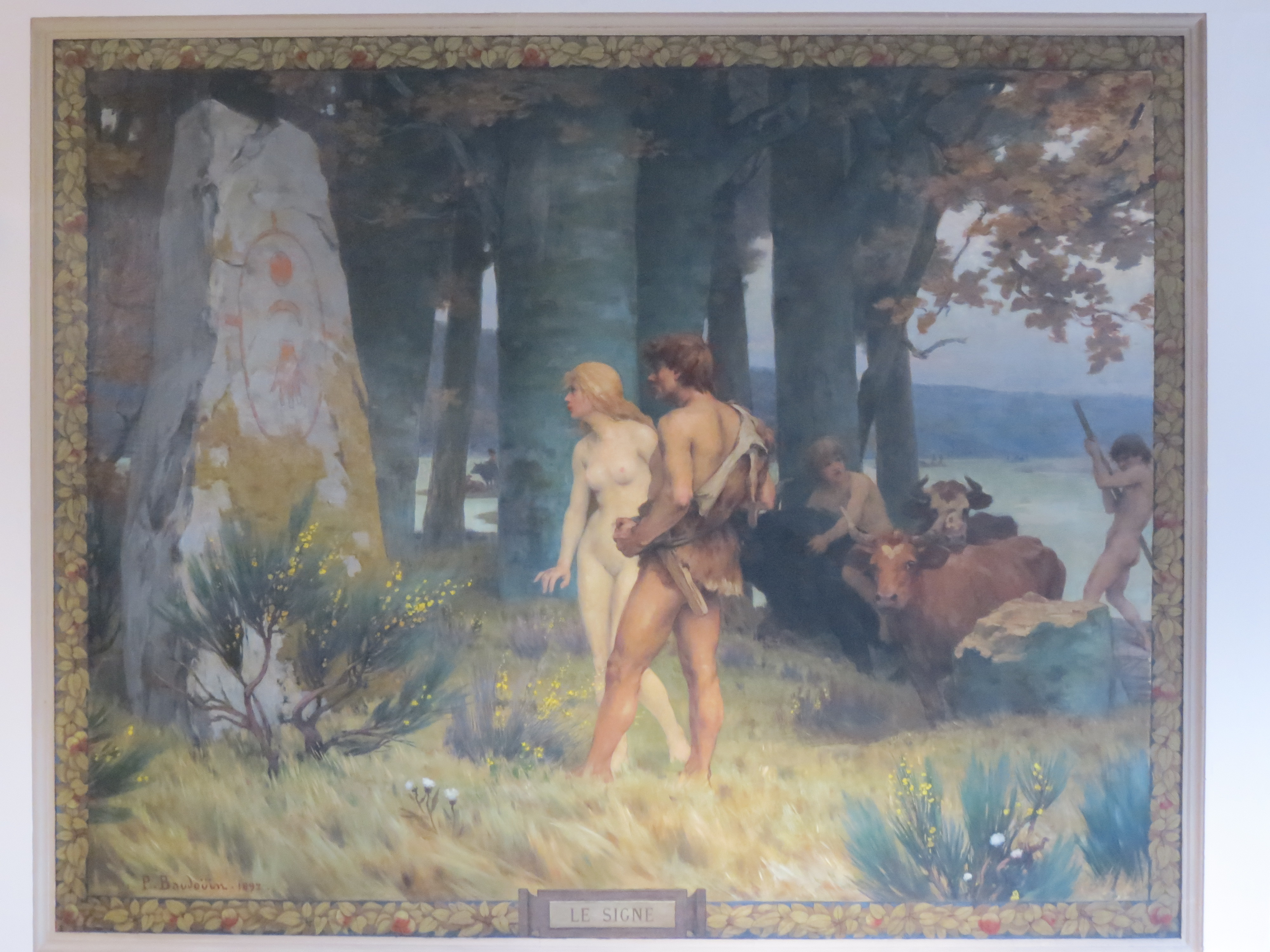
Рождение наскальной живописи
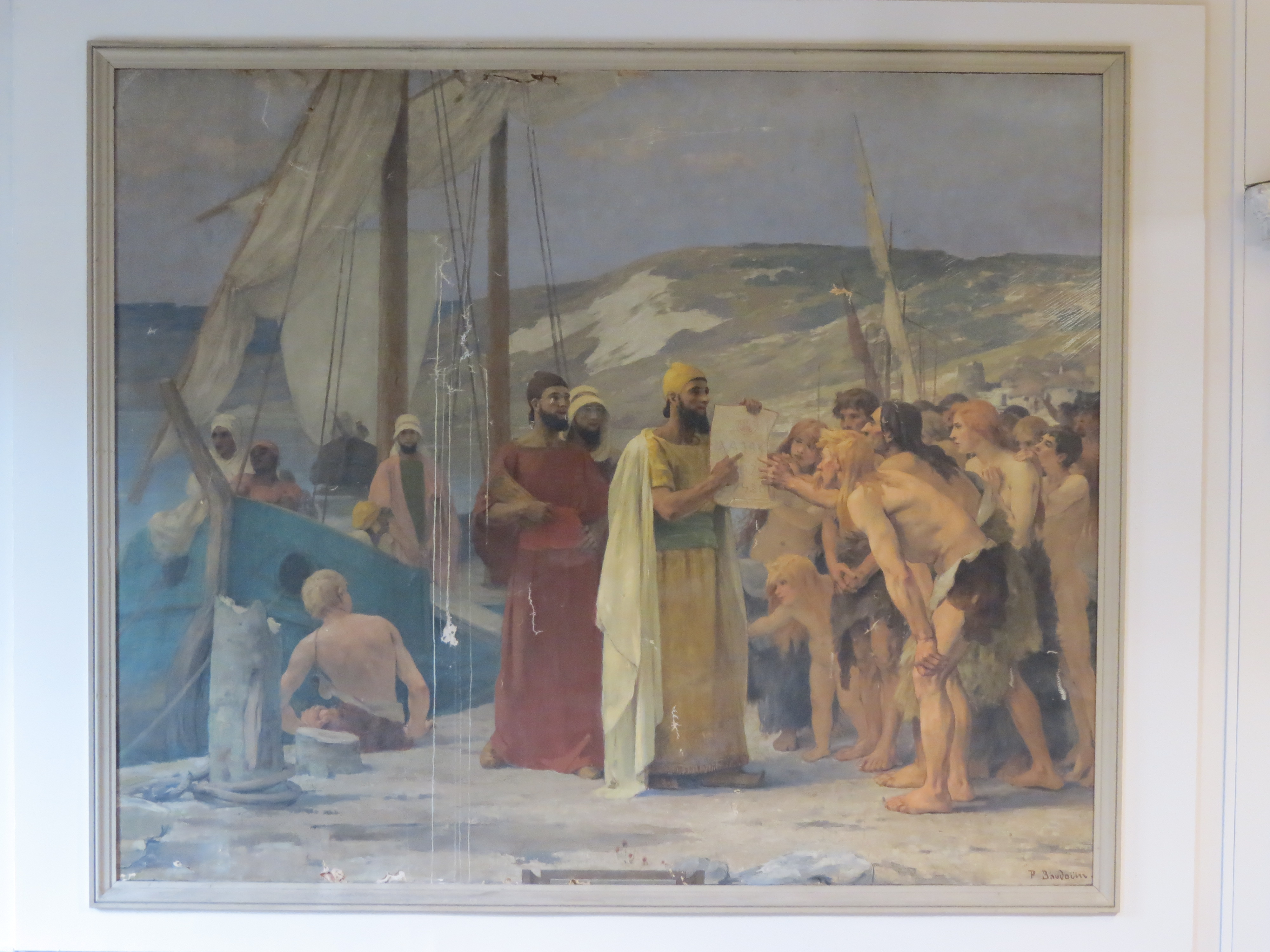
Галлы и карфагеняне (первое знакомство галлов с письменностью).
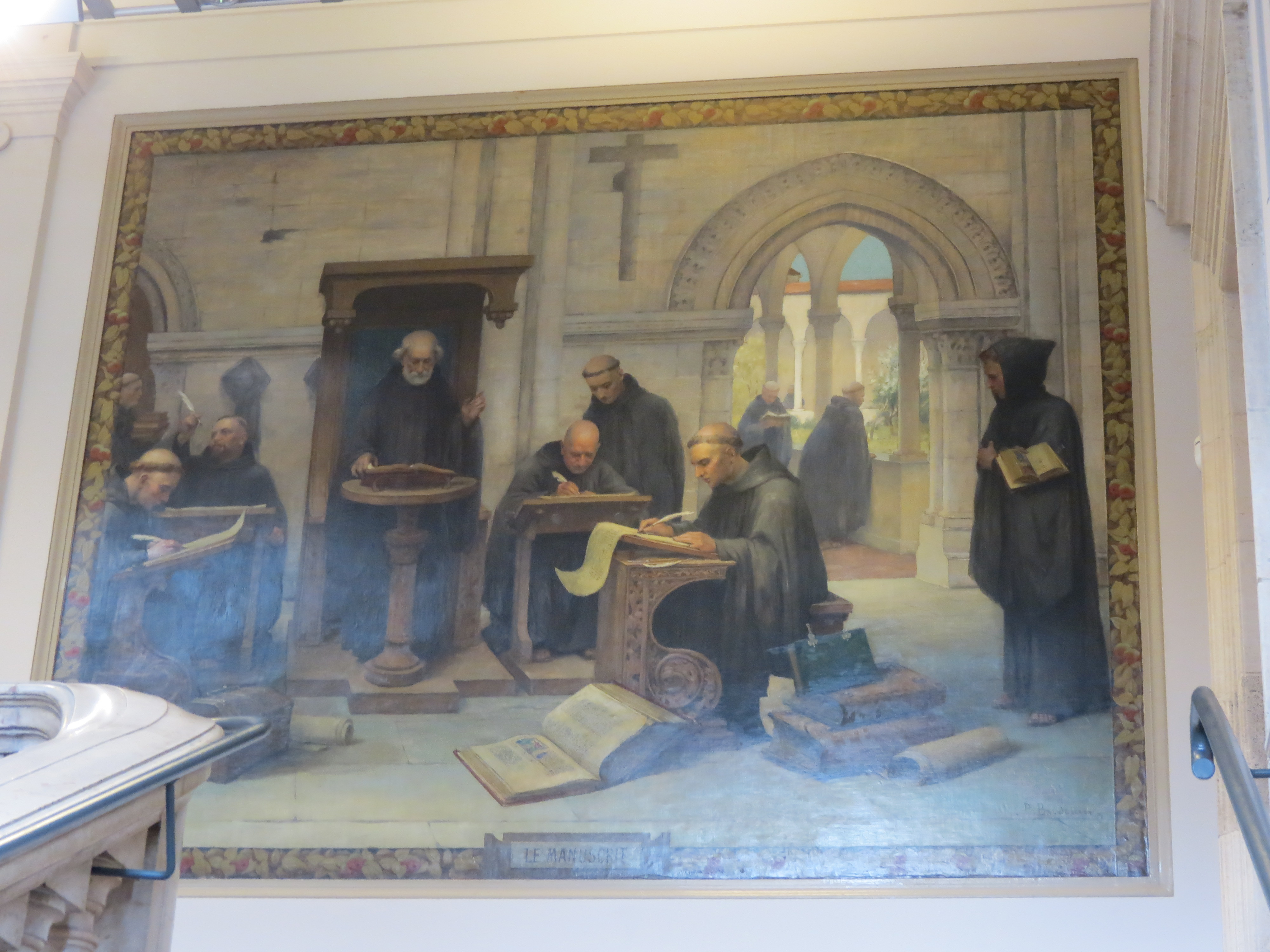
Средневековый скрипторий

### Остальное

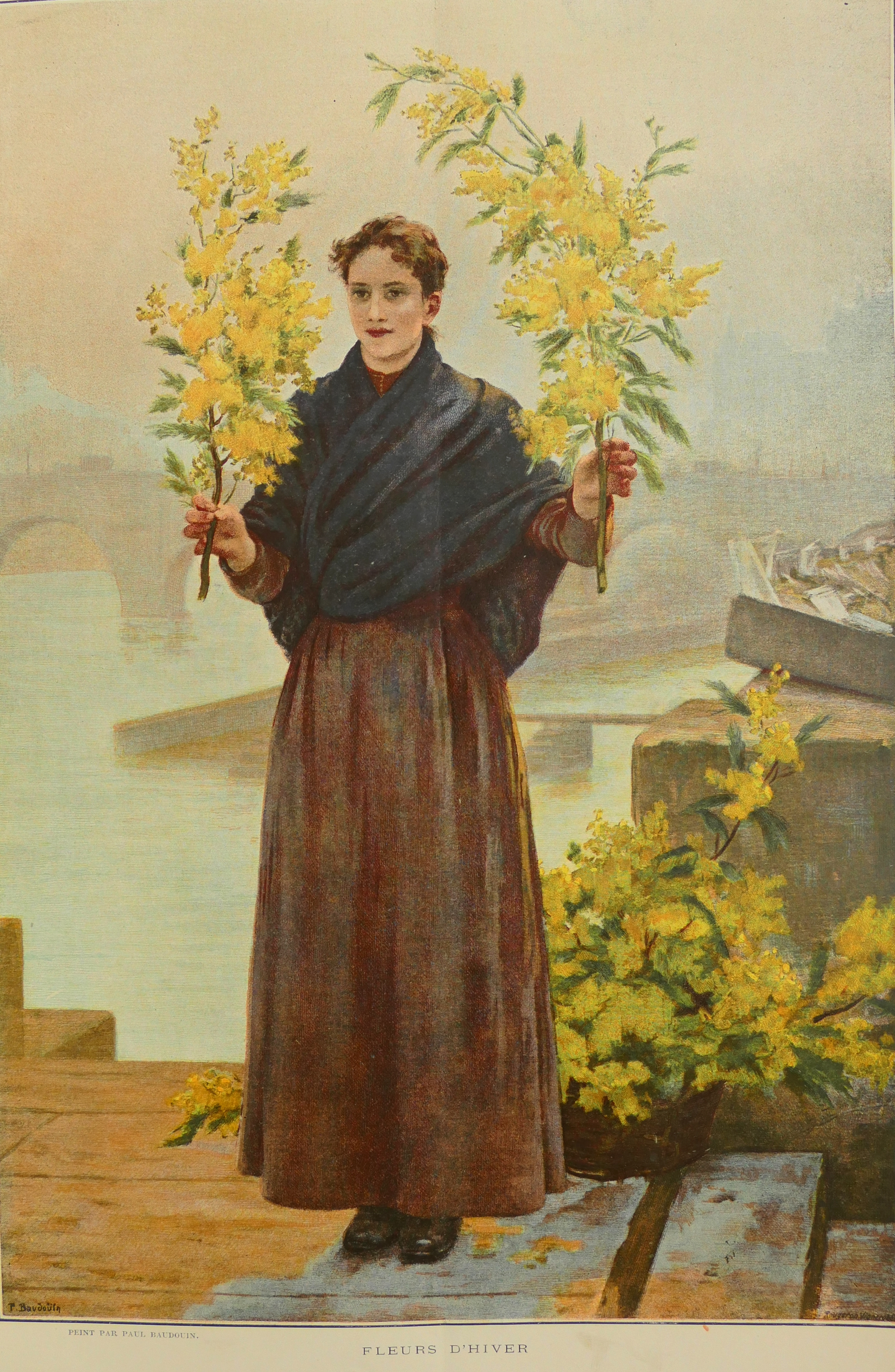
Зимние цветы
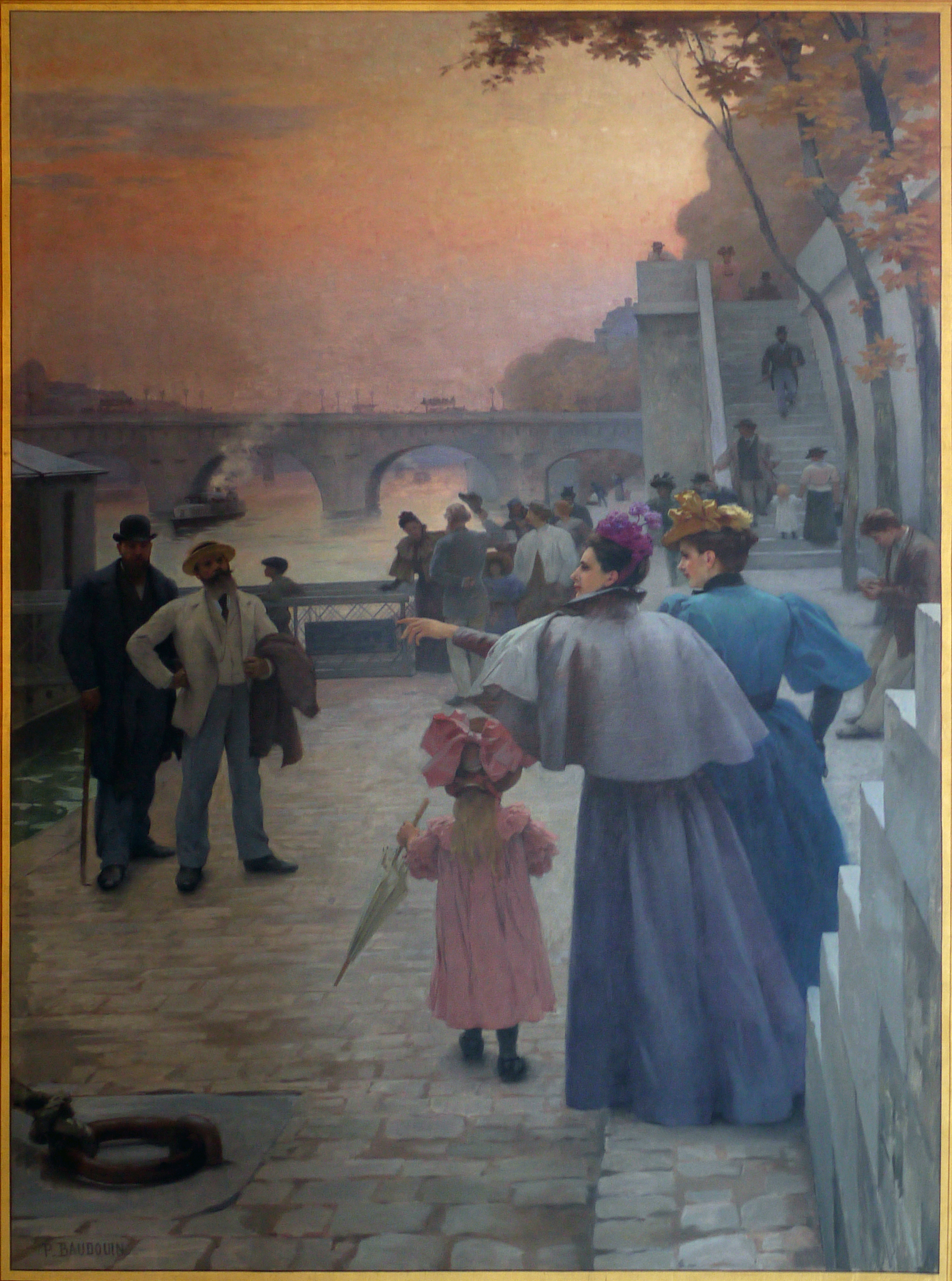
Вечер в Париже
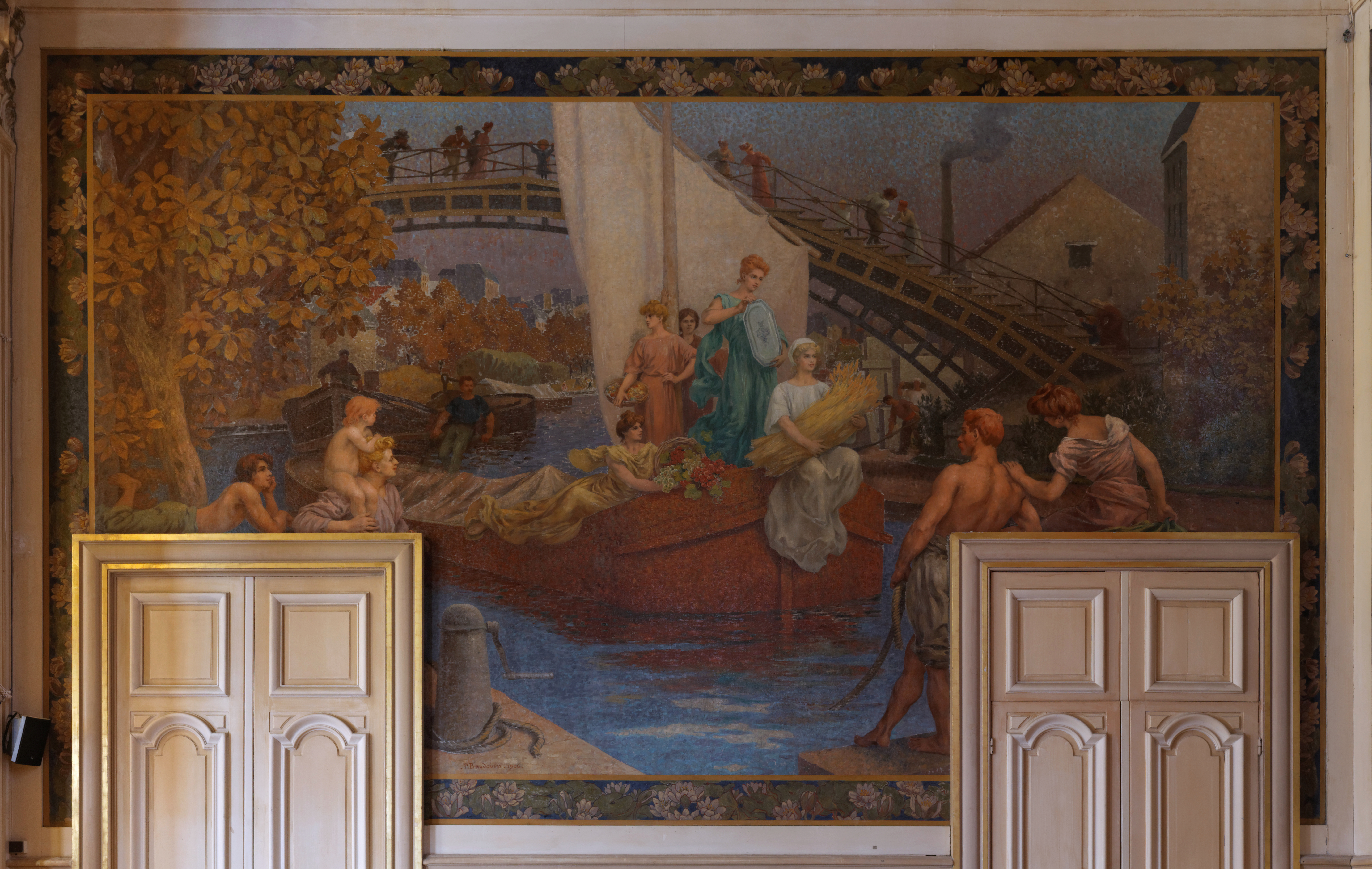
Аллегория канала Сен-Мартен